# 小さな橋で
『小さな橋で』（ちいさなはしで）は、時代劇専門チャンネルとスカパー!が共同制作するオリジナル時代劇の単発テレビドラマ。2017年（平成29年）9月18日にBSスカパー!で放送。同年11月3日には時代劇専門チャンネルで放送。2022年10月8日にBSフジで放送。
藤沢周平の連作短篇集「橋ものがたり」から3編をドラマ化する企画「藤沢周平 新ドラマシリーズ 第二弾 橋ものがたり」の第一作である。

## あらすじ
父・民蔵が姿を消してから4年、十歳の少年・広次は母・おまき、姉・おりょうと3人で暮らしている。飲み屋で懸命に働きながらも自分の元を去った父に恨み言をこぼす母。広次はそんな母を複雑な思いで見つめていた。そんなある日、母とのいさかいが絶えなかった姉・おりょうも、妻子持ちの男と駆け落ちしてしまう。姉をも失った母は心身ともに疲れ果て、飲み屋の常連客の男にすがろうとする。そんな母の様子に、広次は嫌気がさし、家の仕事を放り出して葭原で寝転んでいると、男たちに追われている父と偶然再会する…。

## キャスト
- おまき：松雪泰子
- 広次：田中奏生
- おりょう：藤野涼子
- 銀平：筧利夫
- おとみ：松井玲奈
- 長屋の婆さん：田根楽子
- 重吉：窪塚俊介
- ささの翔太、菊地麻衣、円地晶子、吉田道広、仲野毅、美藤吉彦、本山力、木村康史、徳田忠彦、北川裕介、生駒星汰、下川恭平、斎藤龍音、早間颯紀、川嶋龍登、上田惺華、加賀谷光輝、林大暉、林卓、伊賀惇、井上優吏、八木和佳人、堀川日向摩、松田椛、杉田実
- 周兵衛：笹野高史
- 惣平衛：中村梅雀
- 民蔵：江口洋介

## スタッフ
- 原作：藤沢周平 「小さな橋で」（新潮文庫刊／実業之日本社刊『橋ものがたり』所収）
- 監督：杉田成道
- 脚本：小林政広
- 音楽制作協力：山下康介
- ED曲：浅川マキ「赤い橋」
- VFX：Gen8generate、GALAXY OF TERROR、Motion designV2
- 殺陣：清家三彦
- メイキング ：共同テレビジョン
- 技術協力 ：IMAGICAウェスト、WING-T
- 企画・プロデュース：宮川朋之
- プロデューサー：塚田洋子／大竹雄介／佐生哲雄／足立弘平
- 題字：梅田正則
- 製作協力：株式会社松竹撮影所
- 制作：時代劇専門チャンネル／スカパー!／松竹株式会社

## 受賞
- 東京ドラマアウォード2018 作品賞 衛星・配信ドラマ部門　優秀賞[2]